# Карло Альберто Абарт
Ка́рло Альбе́рто Абарт (італ. Carlo Abarth, уроджений — Карл Альберт Абарт, нім. Karl Albert Abarth; 15 листопада 1908, Відень, Австрія — 24 жовтня 1979, там же) — італійський автогонщик та інженер-конструктор автомобілів, засновник компанії Abarth & C. S.p.A. у Турині (Італія).

## Життєпис

### До Другої світової війни
Карло Абарт народився у Відні, за часів Австро-Угорської імперії. Ще підлітком проявив інженерний талант. Він працював у 1925—1927 роках у компанії Carrozzeria Castagna в Італії, де займався проєктуванням ходових частин мотоциклів та велосипедів. Після повернення до Австрії він упродовж 1927—1934 років працював на фірми Motor Thun Motorcycles і Joseph Opawsky, що займались тюнінгом мотоциклів та підготовкою їх до перегонів. Був тест-пілотом та брав участь у перегонах на мотоциклах, вигравши 29 липня 1928 року свою першу гонку на власному мотоциклі «James Cycle» у Зальцбурзі. Роком пізніше Карл Абарт склав мотоцикл власної конструкції, давши йому своє ім'я, і п'ять разів ставав чемпіоном Європи, а також і далі працював як інженер. Після серйозної аварії в Лінці він відмовився від перегонів на мотоциклах і сконструював мотоцикл з коляскою (1933), за на якому 1934 року йому вдалося випередити з другої спроби на 20 хв швидкий потяг «Orient Express» на 1300-кілометровій ділянці від Відня до Остенде.
У 1934 році Карло Абарт назавжди перебрався до Італії, де познайомився з зятем Фердинанда Порше, Антоном Пієхом, та одружився з його секретаркою. У 1939 році Карло Абарт близько року був прикутий до ліжка через аварію на перегонах у Любляні (Словенія) через що назавжди завершив свою гоночну кар'єру. Крім короткочасних візитів до Австрії та Італії, він залишався в Словенії до закінчення війни. У цей час він працював на фабриці Ігнаца Вока, експериментуючи з роботою двигунів внутрішнього згоряння на гасі, що було актуально в зв'язку з дефіцитом пального у той час.

### Після Другої світової війни

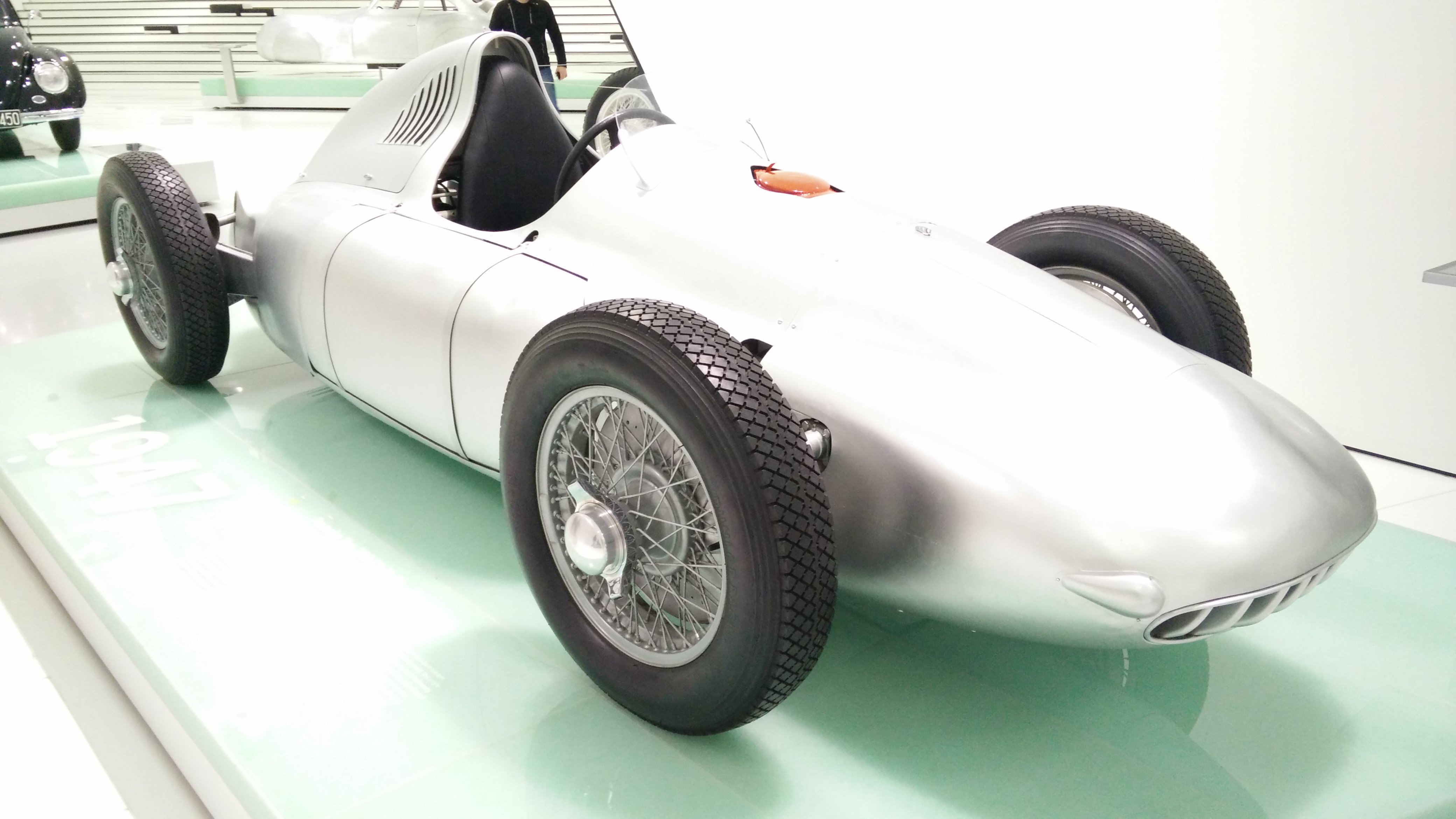
Cisitalia 360 Porsche

Після закінчення війни Карл Абарт перебрався до Мерано (Італія), звідки походять його предки та змінив ім'я на Карло. Абарт познайомився з Таціо Нуволарі та Феррі Порше, який став другом сім'ї, і разом з інженером Рудольфом Грушкою та футбольним функціонером, бізнесменом і гонщиком П’єро Дузіо працював у Compagnia Industriale Sportiva Italia (CIS Italia, згодом мала назву Cisitalia) директором гоночної команди, очолюючи також італійське агентство Porsche Konstruktionen (1943—1948). Першим автомобільним результатом цієї співпраці став не зовсім успішний хоч і технічно просунутий прототип Tipo 360 F1 (див. також Porsche 360 Cisitalia), що базувався на розробках Фердинанда Порше. Цей проєкт CIS Italia невдовзі було зупинено через фінансові проблеми та переїзд Дузіо до Аргентини (1949) разом з усіма напрацюваннями по розробці.
Після цього Карло Абарт разом із гонщиком з команди Cisitalia Гвідо Скальяріні за фінансової підтримки батька останнього заснував 31 березня 1949 року компанію Abarth & C. в Болоньї та використав, як логотип компанії свій астрологічний знак скорпіона. 15 квітня того ж року відбувся дебют у світі перегонів новоствореної команди Squadra сorse Carlo Abarth, що базувалась на автомобілях, що дістались Карло при банкрутстві компанії Cisitalia.
На збережених прототипах від Cisitalia Карло Абарт залучив до своєї команди «Squadra Abarth» таких відомих вже у світі гонщиків, як Таціо Нуволарі, Феліче Бонетто і Франко Кортезе. У шістнадцятих перегонах Mille Miglia 1949 року Abarth & C. виступила з чотирма автомобілями. Один з них, за кермом якого був сам Скальяріні, посів 2-е місце у своєму класі і 5-е в загальному заліку. У перший же рік існування компанії модель Abarth 204A виграла також Italian 1100 Championship.
10 квітня 1950 року за кермом Abarth 204A Spyder, Таціо Нуволарі здобув блискучу перемогу у перегонах із швидкісного підняття на пагорб Палермо — Монте Пеллегріно.
9 квітня 1951 року компанія перемістилась до Турина. Фінансована Армандо Скальяріні батьком Гвідо Скальяріні, компанія створювала гоночні автомобілі а також стала основним постачальником високоефективних глушників та вихлопних систем під маркою «Abarth» для автомобілів компаній Fiat та Simca.
Компанія Abarth тісно співпрацює з численними стилістами в секторі, такими як Gruppo Bertone, Carrozzeria Alfredo Vignale, Carrozzeria Ghia, а також з Дантк Джіакоза. Карло Абарт також ділився своїми ідеями та досвідом з такими компаніями, як Porsche, Alfa Romeo та Fiat, з якими у нього були довготривалі відносини.
У 1965 році, у віці 57 років, Карло Абарт хотів стати головним героєм нового спортивного подвигу, скинувши 30 кг ваги, щоб змогти поміститись в кабіну автомобіля і побити рекорд розгону на автомобілі Е-класу, на гоночному треку в Монці.
31 липня 1971 року він продав свою компанію Фіату, хоча певний період продовжував керувати нею як генеральний директор. Пізніше він повернувся до Відня, де й помер у 1979 році.

## Особисте життя
Карло Абарт був одружений тричі. Його перша дружина була секретаркою керівника підрозділу Volkswagen у Відні Антона Пієха. Він одружився удруге — з Надіною Жержав з Любляни, у 1949 році. Вона була дочкою словенського політика Грегора Жержава. Вони жили разом на півночі Італії до 1966 року, а розлучилися в 1979 році. Того ж року, приблизно за шість тижнів до своєї смерті, Абарт одружився зі своєю третьою дружиною, Аннелізе Абарт, яка після його смерті очолила Фундацію Карло Абарта і у 2010 році опублікувала одну з його біографій.